# Flughafen al-Hudaida

i7
i11
i13
Der Internationale Flughafen al-Hudaida (arabisch مطار الحديدة الدولي, DMG Maṭār al-Ḥudaida ad-duwalī, IATA-Code: HOD, ICAO-Code: OYHD) ist ein Flughafen im Westen des Jemen; er liegt 5 Kilometer südöstlich der Hafenstadt al-Hudaida, der Hauptstadt des gleichnamigen Gouvernements und gehörte bis zur Wiedervereinigung im Jahr 1990 zum Nordjemen.
Der Flughafen wurde sowohl zivil als auch militärisch genutzt.

## Bürgerkrieg
Im Zuge des Huthi-Konflikts kam es zu einer Militärintervention, bei der die Militärkoalition unter der Führung von Saudi-Arabien die Huthis bekämpfte. Im Jahr 2015 wurde der Luftraum über dem Jemen gesperrt (Flugverbotszone), sodass auch der Betrieb am Flughafen al-Hudaida eingestellt werden musste. Im Jahr 2018 waren sowohl die Stadt al-Hudaida als auch der Flughafen heftig umkämpft.

## Zwischenfälle
- Am 24. Januar 1967 verunglückte eine Douglas DC-6B der ägyptischen United Arab Airlines (Luftfahrzeugkennzeichen SU-ANL) bei der Landung auf dem Flughafen al-Hudaida. Durch fehlerhafte Betätigung des Umkehrschubs geriet das Flugzeug von der Landebahn ab und machte einen Ringelpiez, wobei das Fahrwerk zusammenbrach. Alle Insassen überlebten den Unfall. Die Maschine wurde irreparabel beschädigt.[4]